# Ишкома (приток Стрелицы)
Ишкома — река в России, протекает в Сокольском районе Вологодской области. Устье реки находится в 33 км по правому берегу реки Стрелица. Длина реки составляет 14 км.
Исток находится в 57 км к северо-востоку от города Кадников. Ишкома течёт на восток и юго-восток по заболоченной лесистой местности. Населённых пунктов на реке нет.

## Данные водного реестра
По данным государственного водного реестра России относится к Двинско-Печорскому бассейновому округу, водохозяйственный участок реки — Северная Двина от начала реки до впадения реки Вычегда, без рек Юг и Сухона (от истока до Кубенского гидроузла), речной подбассейн реки — Сухона. Речной бассейн реки — Северная Двина.
Код объекта в государственном водном реестре — 03020100312103000007421.